# Миклош Биро
Миклош Биро (рођен 1946. у Кикинди). Дипломирао, магистрирао и докторирао психологију на Универзитету у Београду. Постдокторске студије из Когнитивне психотерапије похађао је на Универзитету у Оксфорду, Уједињено Краљевство 1986. године. Професор је клиничке психологије на Универзитету у Новом Саду. Био је проректор истог универзитета у периоду од 2004. до 2006. и члан Националног савета за високо образовање од 2006. до 2010. године. Има објављене четири монографије, седам уџбеника и више од 250 научних радова од чега је више од 40 у престижним међународним часописима и монографијама.

## Области интересовања и истраживања
- Депресија
- Самоубиство
- Пост-трауматски стресни синдром
- Политичка психологија[1]